# 엄강
엄강(嚴綱, ? ~ 192년)은 중국 후한 말의 무장이다.

## 생애
공손찬(公孫瓚)을 섬겼다.
초평(初平) 2년(191년) 이후, 공손찬은 종제 공손범(公孫範)의 활약 등으로 인하여 원소(袁紹)를 크게 억누르고 하북(河北)에서 맹위를 떨쳤다. 이때 공손찬은 전해(田楷)를 청주자사(靑州刺史)에, 선경(單經)을 연주자사(兗州刺史)에, 엄강을 기주자사(冀州刺史)에 임명하였다.
초평 3년(192년), 엄강은 공손찬을 따라 계교(界橋)에서 원소의 군세와 접전하였으나 원소의 부하 국의(麴義)에게 패하여 전사하였다.